# TinyMCE
TinyMCE（亦称Tiny Moxiecode Content Editor）是一款遵循LGPL授權协议，以網頁介面為導向的HTML編輯器。

## 軟體特色
1. Javascript + 所見即所得
2. 易於整合[1]
3. 支援多種浏览器[2]
4. 多語系：
  1. 2.x.x版支援44種語系（包括简繁体中文）[3]
  2. 3.x.x版支援46種語系（包括简繁体中文）[4]
5. 开发者可利用官方提供的應用程式介面擴充功能。[5]
6. 開源軟體。
7. Moxiecode社区对其提供官方技术支持。

## 插件
TinyMCE包含了各种类型的插件，雖然TinyMCE是一个用户端的应用程序，但是对于许多服务端技术而言，它並沒有本地文件管理的功能。不過目前已有許多開源的本地文件管理解决方案，以及Moxiecode的闭源项目。

### 闭源
- MCFileManager（页面存档备份，存于）
- MCImageManager（页面存档备份，存于）

### 开源
- Ajax File Manager（页面存档备份，存于）
- TinyFCK（页面存档备份，存于） - 結合FCKeditor的图像管理器
- TinyBrowser - 支援多文件上传的文件管理器（上传介面是Flash的操作介面）。
- TinyMCE CodeIgniter Media Manager（页面存档备份，存于）（该项目目前暂时被搁置）
- iBrowser（2005后不再升级）
- iManager（2005后不再升级）
- IMCE（页面存档备份，存于） - 用图片和文件的上传和浏览

TinyMCE也提供了一个可选的压缩元件，这個外掛程式能有效减少脚本下载时间，加快脚本执行的速度。压缩元件支持PHP、ASPX、JSP和CFM。对于Ruby on Rails也有第三方提供了一个压缩元件。

## 操作介面
TinyMCE提供許多佈景主題與面板，供使用者選擇。默认的TinyMCE內含两种佈景主题：简单（simple）和高级（advanced），同时也为这两个主题分别提供两款皮肤。另外还有一个o2k7風格的银灰色主题，也可以从TinyMCE在SourceForge的專案下载。